# سهیل نفیسی
سهیل نفیسی (زاده ۱۳۴۶، تهران) خواننده، آهنگساز و نوازندهٔ گیتار اهل ایران است. او که خود به یادگیری موسیقی پرداخته‌است، بیش از ۲۰ سال در هرمزگان (بندرعباس) زندگی کرده و موسیقی‌اش تا حد زیادی تحت‌تاثیر این منطقه است.
علاقه فراوان او به شعر معاصر ایران، سهیل را به سوی ترانه‌سازی بر اساس برخی اشعار به یاد ماندنی ایران معاصر سوق داد. سبک خوانندگی و نواختن گیتار او را می‌توان نوعی نقالی موسیقایی به‌شمار آورد.

## زندگی
سهیل نفیسی در ۵سالگی با ملودیکایی که از پدرش هدیه گرفته بود با موسیقی آشنا شد. بعدها آکاردئون و ارگ کوچک جایگزین ملودیکا می‌شوند.
در ۱۴سالگی صاحب گیتاری می‌شود که سفر او را به دنیای موسیقی میسر می‌کند. ملاقات با نوازندگان و مدرسان گیتار در تهران و کانون گیتار کلاسیک و آشنایی با ابراهیم منصفی شاعر و ترانه‌سرای جنوبی باعث جدی شدن کار او شده‌است. به قول نفیسی در هرمزگان کمتر خانه‌ای است که نواری از منصفی نداشته باشد.
نفیسی ۲۳سال از عمرش را در بندرعباس زندگی کرد. در این ایام، با ابراهیم منصفی، رامی، آشنا شد. این آشنایی، سال‌ها بعد منشأ آلبوم ترانه‌های جنوب وی شد و آن‌طور که خودش می‌گوید آوازهای جنوبی‌اش او را ادامه می‌دهند و پاره‌ای از خودش و گذشته‌اش هستند.
سهیل نفیسی هم‌اکنون در تهران زندگی می‌کند و حرفهٔ اصلی او نجاری است.

## زندگی حرفه‌ای
در دوران جوانی، سهیل نفیسی دست به ساخت و اجرای موسیقی برای چند فیلم کوتاه و بلند زد. سهیل نخستین‌بار با انتشار آلبوم ری‌را که از شعر نو شاعرانی چون احمد شاملو، نیما، اخوان ثالث و... استفاده کرده بود خود را به عنوان علاقمندان موسیقی معرفی کرد. پس از آن، با برگزاری تعدادی معدود کنسرت و انتشار دو آلبوم دیگر به نام‌های ترانه‌های جنوب و چنگ و سرود، ارتباط خود را با دوست‌داران موسیقی خود حفظ کرد. به گفتهٔ خود او، شعر معاصر، افق‌های دید او را متأثر کرد.
وی، هم‌زمان با کار بر روی آلبوم ری‌را، کار روی چهارمین آلبوم خود که متمرکز بر اشعار حافظ است را آغاز کرد. سبک کار موسیقی سهیل، آن‌گونه که خود می‌گوید، یک ساز و یک نوازنده است، در مقابل کار بزرگ ارکسترال یا یک گروه موسیقی بزرگ.

## ترانه‌شناسی
۱۳۸۴- ری‌را، نشر موسیقی هرمس
| #  | عنوان قطعه     | شاعر               | خواننده و آهنگساز | تنظیم کننده                | طول قطعه (زمان کل: ۳۶:۵۸) |
| -- | -------------- | ------------------ | ----------------- | -------------------------- | ------------------------- |
| ۱  | آی آدم‌ها       | نیما یوشیج (گزیده) | سهیل نفیسی        | کریستف رضاعی، رضا عسگرزاده | ۴:۳۸                      |
| ۲  | مهتاب          | نیما یوشیج         | سهیل نفیسی        | کریستف رضاعی، رضا عسگرزاده | ۳:۲۳                      |
| ۳  | دگر میلاد      | ناصر زمانی (گزیده) | سهیل نفیسی        | کریستف رضاعی، رضا عسگرزاده | ۲:۲۵                      |
| ۴  | ری‌را           | نیما یوشیج         | سهیل نفیسی        | کریستف رضاعی، رضا عسگرزاده | ۴:۰۰                      |
| ۵  | داروگ          | نیما یوشیج (گزیده) | سهیل نفیسی        | کریستف رضاعی، رضا عسگرزاده | ۳:۲۶                      |
| ۶  | پریا           | احمد شاملو (گزیده) | سهیل نفیسی        | کریستف رضاعی، رضا عسگرزاده | ۶:۰۱                      |
| ۷  | رقصم گرفته بود | ابراهیم منصفی      | سهیل نفیسی        | کریستف رضاعی، رضا عسگرزاده | ۲:۳۲                      |
| ۸  | عاشقانه        | احمد شاملو         | سهیل نفیسی        | کریستف رضاعی، رضا عسگرزاده | ۲:۳۸                      |
| ۹  | طرح            | منوچهر آتشی        | سهیل نفیسی        | کریستف رضاعی، رضا عسگرزاده | ۱:۳۶                      |
| ۱۰ | شهاب‌ها و شب‌ها  | مهدی اخوان ثالث    | سهیل نفیسی        | کریستف رضاعی، رضا عسگرزاده | ۲:۳۱                      |
| ۱۱ | ترانه همسفران  | احمد شاملو         | سهیل نفیسی        | کریستف رضاعی، رضا عسگرزاده | ۲:۰۰                      |
| ۱۲ | رقصم گرفته بود | ابراهیم منصفی      | سهیل نفیسی        | کریستف رضاعی، رضا عسگرزاده | ۱:۴۱                      |

۱۳۸۸- ترانه‌های جنوب، انتشارات ماهریز
| # | عنوان قطعه  | ترانه‌سرا      | خواننده، آهنگساز | تنظیم کننده | طول قطعه (زمان کل: ۳۴:۳۶) |
| - | ----------- | ------------- | ---------------- | ----------- | ------------------------- |
| ۱ | همهٔ فصلٌن    | ابراهیم منصفی | سهیل نفیسی       | سهیل نفیسی  | ۴:۰۴                      |
| ۲ | گپ شو       | ابراهیم منصفی | سهیل نفیسی       | سهیل نفیسی  | ۴:۱۸                      |
| ۳ | گله         | ابراهیم منصفی | سهیل نفیسی       | سهیل نفیسی  | ۳:۰۷                      |
| ۴ | گِریخُم نَهُندِن | ابراهیم منصفی | سهیل نفیسی       | سهیل نفیسی  | ۵:۲۰                      |
| ۵ | وصل         | ابراهیم منصفی | سهیل نفیسی       | سهیل نفیسی  | ۲:۱۸                      |
| ۶ | شَبُنَه        | ابراهیم منصفی | سهیل نفیسی       | سهیل نفیسی  | ۵:۱۵                      |
| ۷ | غوغای سکوت  | ابراهیم منصفی | سهیل نفیسی       | سهیل نفیسی  | ۴:۱۷                      |
| ۸ | دل خراب     | ابراهیم منصفی | سهیل نفیسی       | سهیل نفیسی  | ۳:۱۹                      |
| ۹ | یار عزیز    | ابراهیم منصفی | سهیل نفیسی       | سهیل نفیسی  | ۲:۳۴                      |

۱۳۹۰- چنگ و سرود، نشر موسیقی هرمس
با حضور پیتر سلیمانی پور در نوازندگی ساکسوفون، کلارینت، گیتار دوم، و کنتر باس
| #  | عنوان قطعه            | شاعر            | خواننده، آهنگساز | تنظیم کننده | طول قطعه (زمان کل: ۳۳:۴۶) |
| -- | --------------------- | --------------- | ---------------- | ----------- | ------------------------- |
| ۱  | ترانه                 | احمد شاملو      | سهیل نفیسی       | سهیل نفیسی  | ۳:۵۵                      |
| ۲  | شب‌ها که می‌سوخت        | فریدون مشیری    | سهیل نفیسی       | سهیل نفیسی  | ۲:۳۷                      |
| ۳  | غزل                   | ابراهیم منصفی   | سهیل نفیسی       | سهیل نفیسی  | ۳:۱۶                      |
| ۴  | ترا من چشم در راهم    | نیما یوشیج      | سهیل نفیسی       | سهیل نفیسی  | ۳:۵۲                      |
| ۵  | ماهی                  | احمد شاملو      | سهیل نفیسی       | سهیل نفیسی  | ۲:۰۴                      |
| ۶  | کوه بیداد             | بهمن فرسی       | سهیل نفیسی       | سهیل نفیسی  | ۲:۰۲                      |
| ۷  | لحظه دیدار            | مهدی اخوان ثالث | سهیل نفیسی       | سهیل نفیسی  | ۳:۴۳                      |
| ۸  | من و تو، درخت و بارون | احمد شاملو      | سهیل نفیسی       | سهیل نفیسی  | ۳:۵۹                      |
| ۹  | سمیرمی                | احمد شاملو      | سهیل نفیسی       | سهیل نفیسی  | ۳:۰۱                      |
| ۱۰ | ندای آغاز             | سهراب سپهری     | سهیل نفیسی       | سهیل نفیسی  | ۱:۴۲                      |
| ۱۱ | یک پوست و استخوان     | بهمن فرسی       | سهیل نفیسی       | سهیل نفیسی  | ۳:۳۵                      |

۱۳۹۵- طرح نو، نشر نغمه‌حصار
| #  | عنوان قطعه                       | شاعر | خواننده و آهنگساز | تنظیم کننده | طول قطعه (زمان کل: ۵۶:۰۰) |
| -- | -------------------------------- | ---- | ----------------- | ----------- | ------------------------- |
| ۱  | بیا تا گل برافشانیم              | حافظ | سهیل نفیسی        | سهیل نفیسی  | ۳:۲۸                      |
| ۲  | هرگزم مهر تو                     | حافظ | سهیل نفیسی        | سهیل نفیسی  | ۳:۳۲                      |
| ۳  | صبح است ساقیا                    | حافظ | سهیل نفیسی        | سهیل نفیسی  | ۲:۵۴                      |
| ۴  | رسید مژده                        | حافظ | سهیل نفیسی        | سهیل نفیسی  | ۳:۰۶                      |
| ۵  | بخت از دهان دوست                 | حافظ | سهیل نفیسی        | سهیل نفیسی  | ۲:۳۸                      |
| ۶  | زاهد خلوت‌نشین                    | حافظ | سهیل نفیسی        | سهیل نفیسی  | ۴:۱۱                      |
| ۷  | دانی که چیست دولت؟               | حافظ | سهیل نفیسی        | سهیل نفیسی  | ۲:۴۰                      |
| ۸  | ترسم که اشک در غم ما پرده در شود | حافظ | سهیل نفیسی        | سهیل نفیسی  | ۴:۴۴                      |
| ۹  | یاری اندر کس نمی‌بینم             | حافظ | سهیل نفیسی        | سهیل نفیسی  | ۳:۳۰                      |
| ۱۰ | گل در بر و می در کف              | حافظ | سهیل نفیسی        | سهیل نفیسی  | ۴:۰۰                      |
| ۱۱ | گلعذاری ز گلستان جهان            | حافظ | سهیل نفیسی        | سهیل نفیسی  | ۳:۰۶                      |
| ۱۲ | ای صبا نکهتی از خاک ره یار بیار  | حافظ | سهیل نفیسی        | سهیل نفیسی  | ۲:۴۴                      |
| ۱۳ | گلبن عیش می‌دمد                   | حافظ | سهیل نفیسی        | سهیل نفیسی  | ۲:۵۴                      |
| ۱۴ | مخمور جام عشقم                   | حافظ | سهیل نفیسی        | سهیل نفیسی  | ۳:۳۳                      |
| ۱۵ | روز هجران و شب فرقت یار آخر شد   | حافظ | سهیل نفیسی        | سهیل نفیسی  | ۳:۲۰                      |
| ۱۶ | فاش می‌گویم و …                   | حافظ | سهیل نفیسی        | سهیل نفیسی  | ۳:۴۹                      |
| ۱۷ | الا یا ایها الساقی               | حافظ | سهیل نفیسی        | سهیل نفیسی  | ۲:۴۸                      |